# 石井守
石井 守（いしい まもる、1962年 - ）は、日本のカーデザイナー。日本の重工業メーカー・株式会社SUBARU商品企画本部デザイン部部長。

## 来歴
1962年、埼玉県川越市に生まれた。直後に大宮市（現・さいたま市）へと移り、幼少期はまだ豊富にあった自然の中で、夏は昆虫採集、冬は粘土細工などをして過ごした。小学生時代は浦和の埼玉大学教育学部附属小学校までバスで通学していた。行き交う自動車を車窓から俯瞰する中で、日産・フェアレディZやトヨタ・2000GTなど、特にクーペ・スタイルの自動車に憧れを抱くようになった。その後のスーパーカー・ブームの中でカーデザイナーを志し、千葉大学工学部に入学。工業意匠学科を専攻しつつ、アルバイトとして港で自動車の船積みを行う仕事を経験。多種多様なメーカー・車種の自動車を運転する中で、スバル車の独自性を目の当たりにする。当時は本田技研工業が石井にとって魅力的に映っていたことから、大学3年生のとき同社を志望するも、採用には至らず。大学4年生のとき、自作品を携えスバルの面接に臨んだところ採用が決定した。1986年4月、同社への入社した。

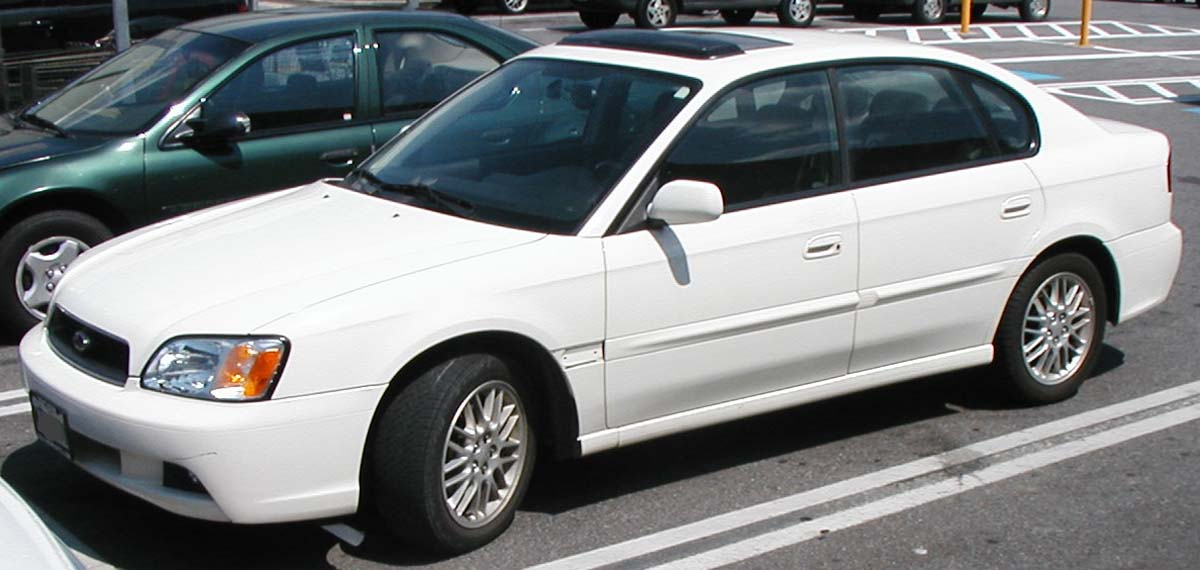
スバル・レガシィ（3代目B4）

入社後、半年間にわたる工場での実習を経て、スバル・レックス（3代目）に追加されるスーパーチャージャー搭載モデルの内装デザインを担当。既存グレードとは一線を画す、スポーティな3本スポークのステアリング・ホイールなどのデザインを手がけた。2年目からはエクステリア（外観）やカラーデザインを経験し、5年目で渡米、スバル・リサーチ・アンド・デザイン (SRD) へと異動となった。アメリカ合衆国で生活する中で、日本とは道路事情が大きく異なること、それに伴い自動車のデザインに求められる考え方も大きく異なることに気付く。1994年に帰国したのち、デザイン主幹であった加藤秀文のもと、スバル・レガシィ（3代目）のデザインをまとめ上げた。

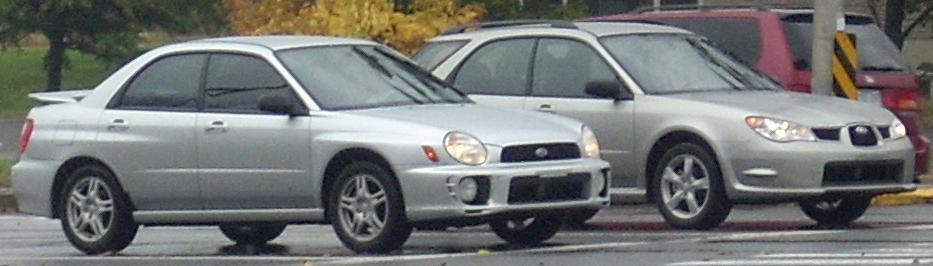
スバル・インプレッサ（2代目）

続く2代目スバル・インプレッサの開発は石井にとって試練であった。石井は、当時デザイン部長であった杉本清からデザイン・マネージャーを任され、主幹部からの「丸目」（丸いヘッドライト）という要望に戸惑いつつ、さらに技術部門との調整の結果、その仕上がりは本人が当初目指していた格好良さとはかけ離れたものとなってしまった。同車は自動車評論家やWRXオーナーから不評を買うこととなり、2度にわたる手直しが入れられている。2002年に外国人デザイナーのアンドレアス・ザパティナス付となった後、インプレッサ（3代目）・フォレスター（3代目）の開発ではデザイン主査として、前者は丸みを帯びたスタイルとし、後者はモダンかつボクシーな（角張った）スタイルとして成功を収めた。ミニバンのスバル・エクシーガは同ジャンル車定番装備であるスライドドアの搭載を見送ったため販売面で苦戦したが、後にSUVスタイルのクロスオーバー7を追加設定し、販売を下支えした。

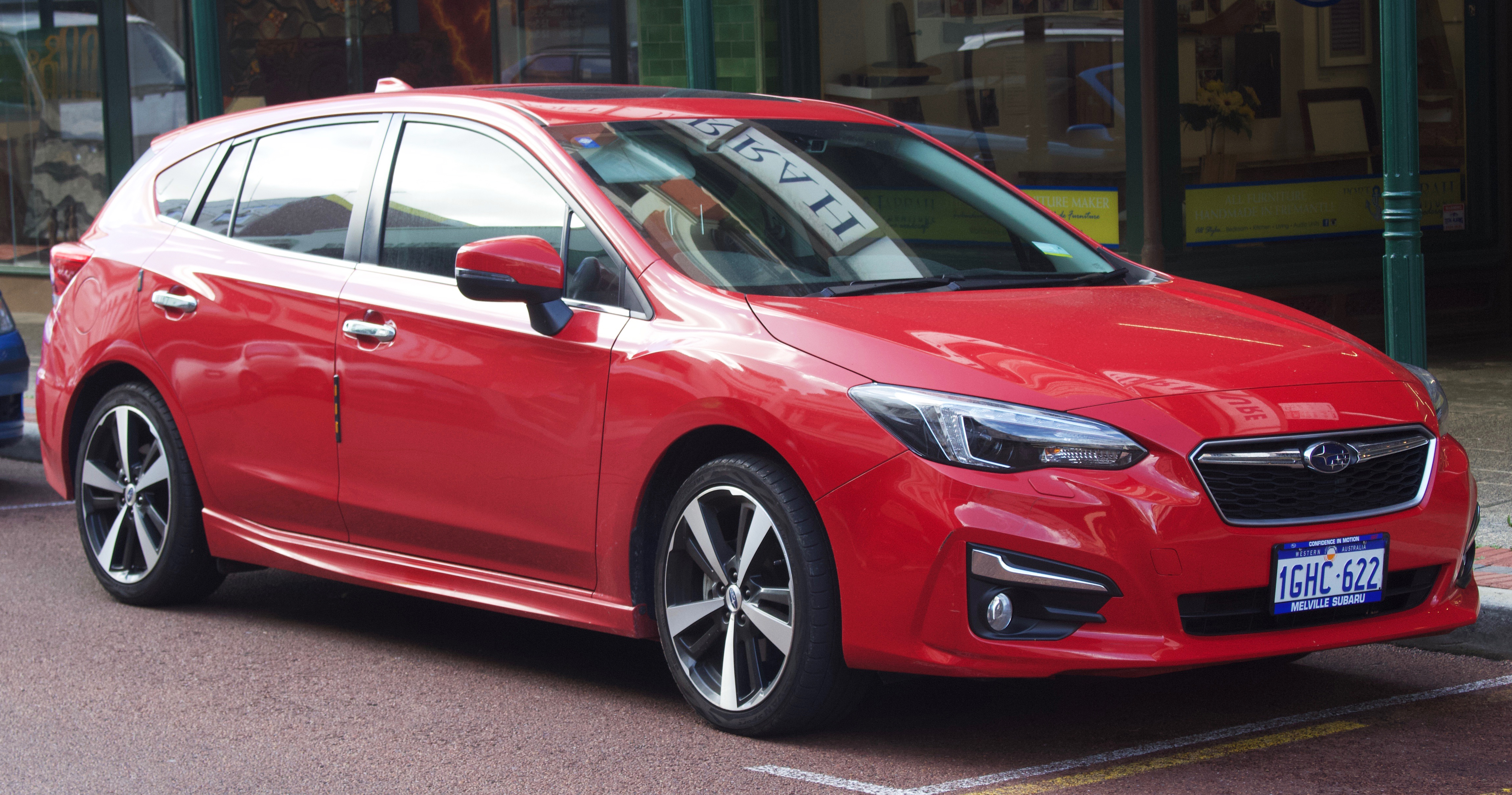
スバル・インプレッサ（5代目SPORT）

2008年、デザイン部長に難波治が就任。石井はデザイン副部長として、スズキ出身の社外デザイナーであった難波のサポートに当たる。2013年、難波がChief Executive Designerになると、代わって石井がデザイン部長に就任した。デザインフィロソフィー（哲学）として「DYNAMIC×SOLID」を打ち出し、それに基づいたデザインをまとった量産化モデル第1弾として、インプレッサ（5代目）を2016年にデビューさせた。2019年 には、より大胆な方向「BOLDER」への進化を示唆するコンセプトカー「VIZIV ADRENALINE CONCEPT」をジュネーブショーで披露している。

## 実績

### デザイン部長就任前
スバル・レックス（3代目、スーパーチャージャー搭載モデル）
内装デザインを担当（前述）。
スバル・サンバー（3代目）
入社2年目のとき、念願のエクステリアデザインを担当。開発中、デザイン主査であった阿部宏が入院したため、入院先の病院に赴き相談しながら、また周囲の助けを借りながら、クレイモデル・マスターモデルの作製まで担当した。
スバル・レガシィ（初代、ビッグマイナーチェンジ）
内装に工夫を凝らし、高級感を演出した。
スバル・アルシオーネSVX
内装素材にバックスキン調人工皮革「エクセーヌ」を日本車で初めて採用。
スバル・レガシィ（3代目）
開発主幹を務めた桂田勝から、5ナンバー枠内での自由なデザインを任される。石井はアメリカ駐在中に思いを膨らませていたファストバック・スタイルをセダンモデルのデザインに適用。先代は月に数百台しか売れなかったセダンモデルが2,000台以上も売れるようになり、成功を収めた。
スバル・インプレッサ（2代目）
当初の「丸目」モデルのデザインを担当（前述）。後の「涙目」モデルはイギリス人デザイナーの手直しによるもの。最後の「鷹目」モデルでは石井が再びデザインを担当した。
スバル・HM-01
東京モーターショー2001出展。スバル・360を意識してデザインされ、のちにスプレッドウィングスグリルをまとってスバル・R2として市販化された。
インプレッサ（3代目）、フォレスター（3代目）、エクシーガ
デザイン主査（前述）。エクシーガについては後期に追加されたクロスオーバー7も手がける。レガシィアウトバックやスバル・XV、三菱・デリカD:5を参考にSUVの雰囲気をまとわせ、商品力を維持。
スバル・インプレッサ（4代目）
デザイン主査。アメリカ駐在中に学んだというキャビンフォワードのパッケージングを適用。

### デザイン部長就任後
2014年、デザインフィロソフィー「DYNAMIC×SOLID」を策定。これに基づき、インプレッサ（5代目）や派生車のXV（3代目）、レガシィ（6代目）、フォレスター（5代目）がデザインされている。北米市場向けに開発されたスバル・アセントも同様である。
これらの市販化を前に、コンセプトカーとして製作・出展されたVIZIVシリーズ（VIZIV 2以降）は、同フィロソフィーに基づいたものとなっている。

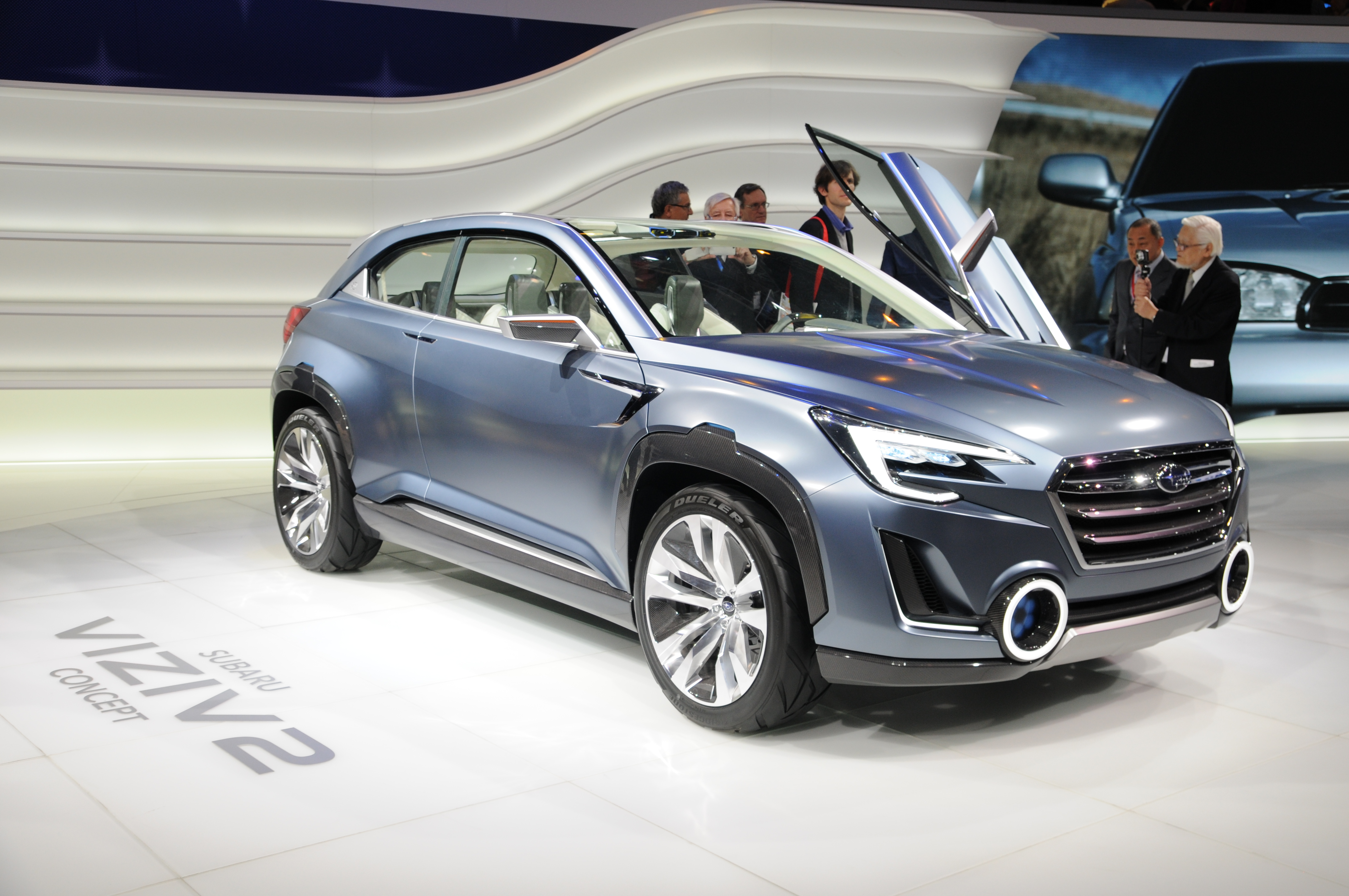
VIZIV 2 CONCEPT
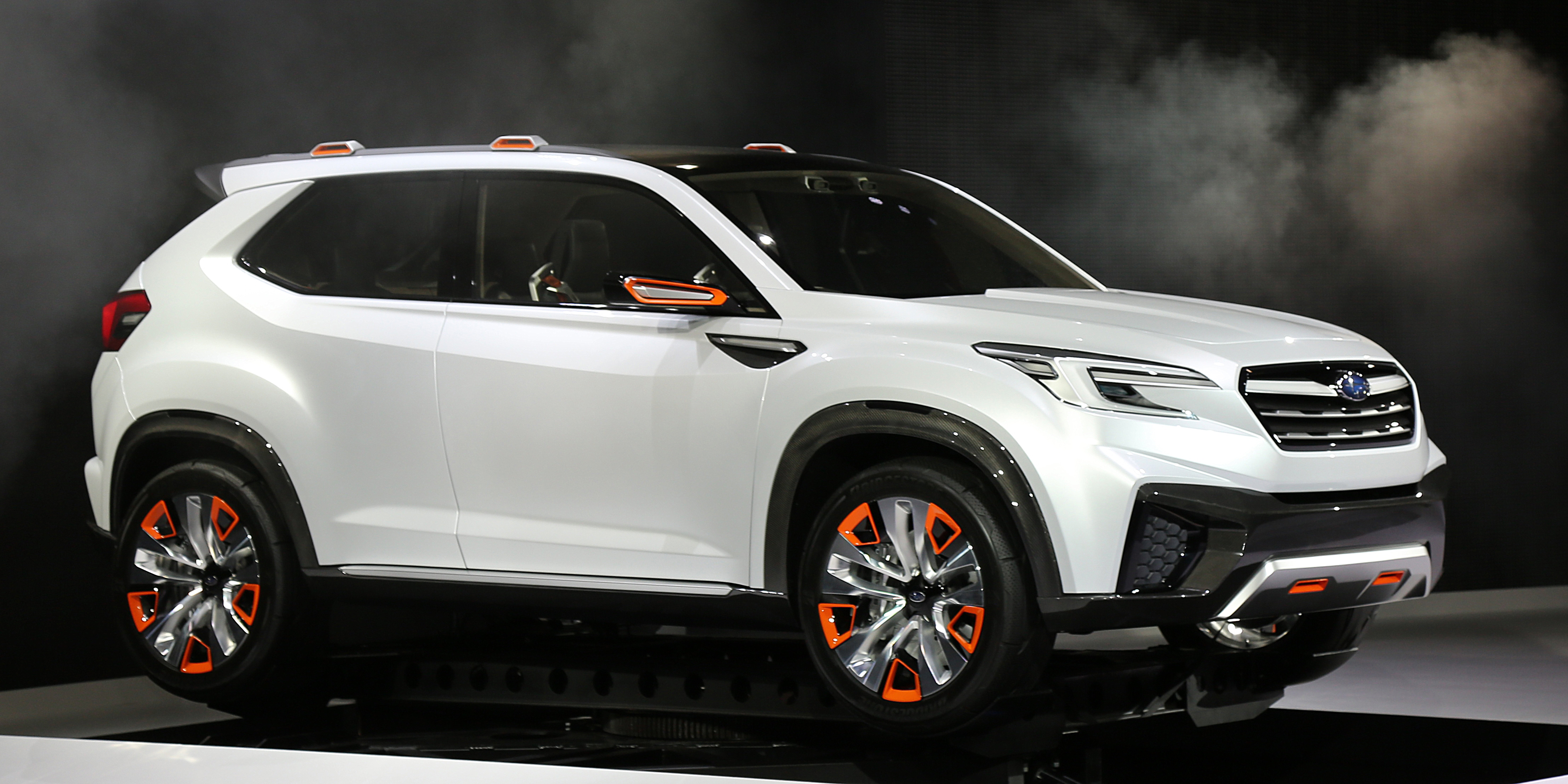
VIZIV FUTURE CONCEPT
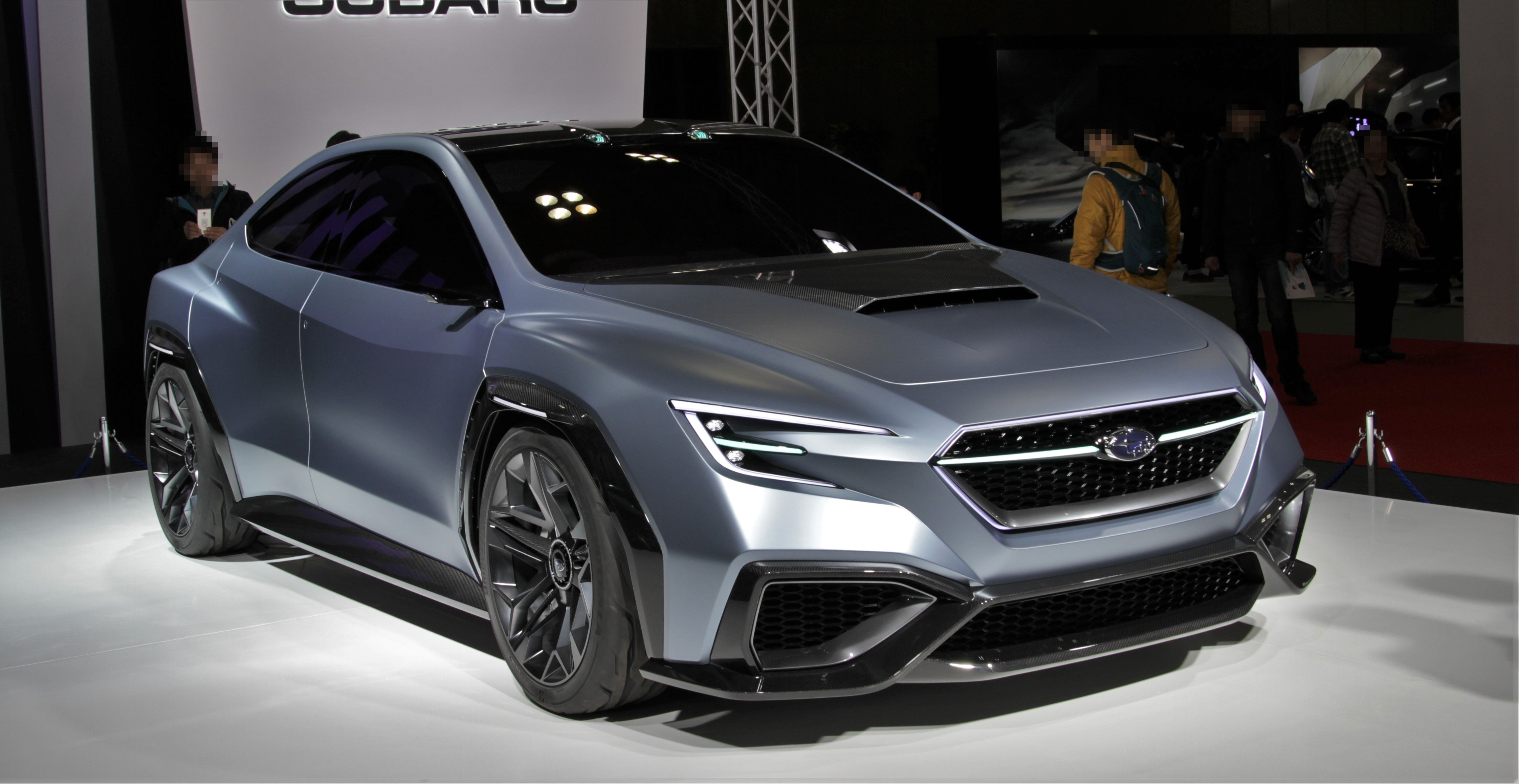
VIZIV PERFORMANCE CONCEPT
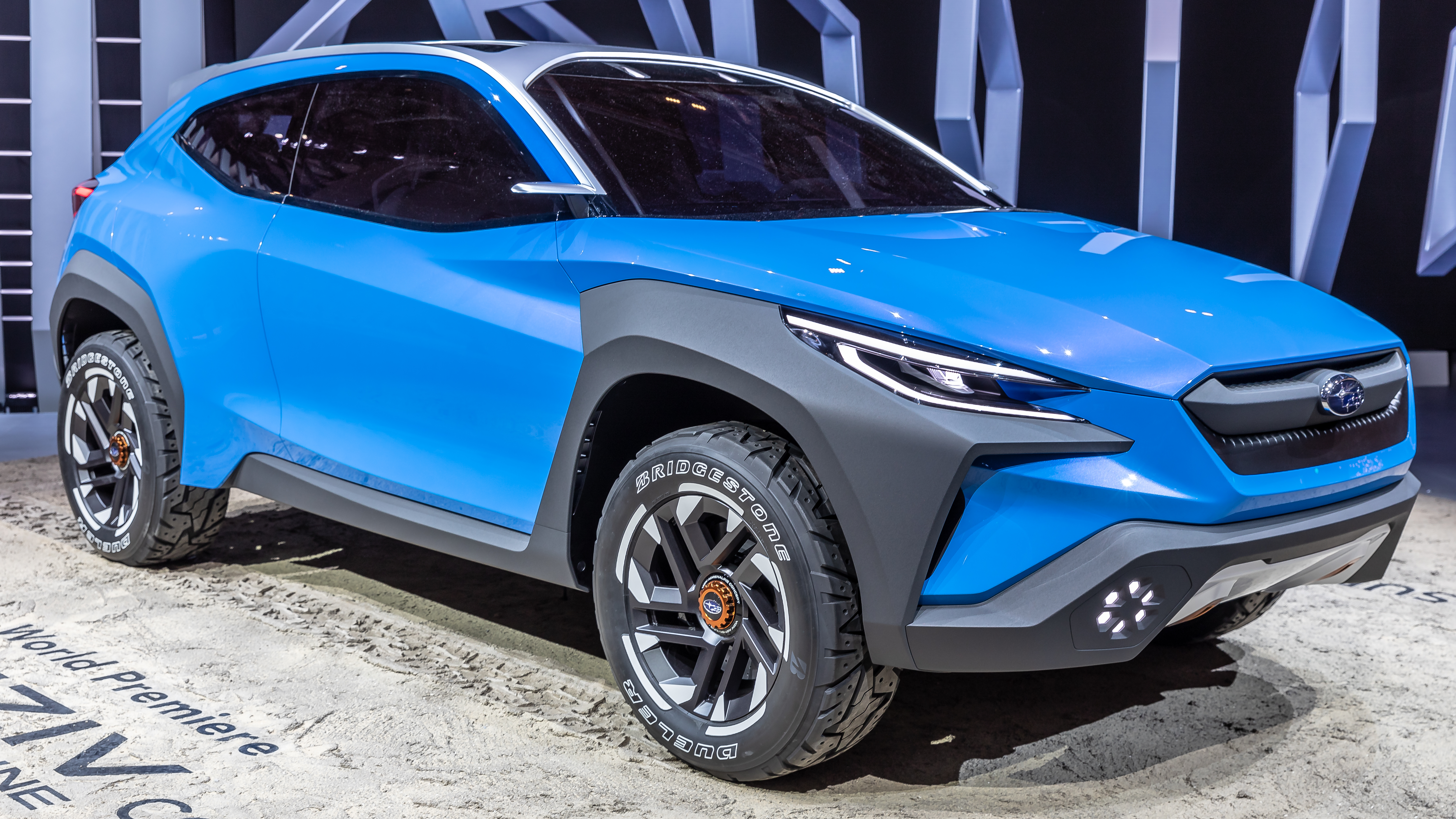
VIZIV ADRENALINE CONCEPT

## その他

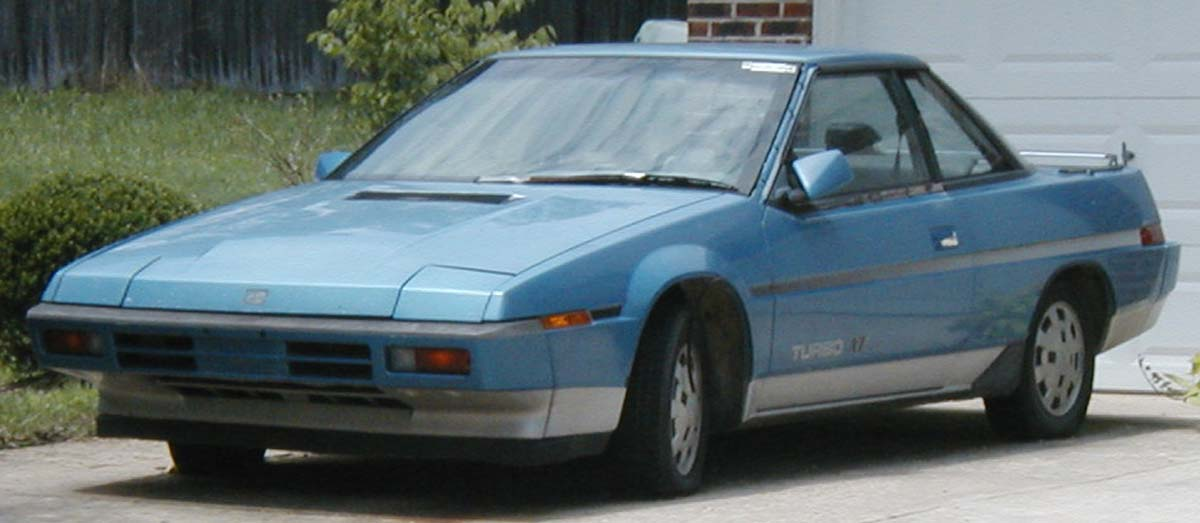
スバル・アルシオーネ

石井はスバルに入社後2年目にブルーのスバル・アルシオーネVR（1.8リットルターボエンジンに5速MT、フルタイム四輪駆動モデル）を購入し、以来13年間にわたって愛車とした。大学生時代、船積み作業のアルバイトで実際にアルシオーネのハンドルを握り、そのとき抱いた好印象が、のちにスバルを志望するきっかけとなった。同車は群馬県太田市にあるスバルビジターセンターに展示・保存されている。

## 関連文献
- 『Ignition』（中村堂）
- カーマガジン『ネコパブリッシング』438号、460号（千葉匠：有元氏　コラム）